# Экспедиция Муловского
Экспедиция Муловского — планировавшаяся в эпоху Русского Просвещения, в 1787 году, но так и не состоявшаяся первая русская кругосветная экспедиция.

## История
В 1786 году предложения Воронцова и Безбородко легли в основу указа Екатерины II от 22 декабря 1786 года об организации кругосветной экспедиции, а также наставления Адмиралтейств-коллегии начальнику предстоящей первой русской кругосветной экспедиции от 17 апреля 1787 года. Перечень задач экспедиции включал различные цели: военные, экономические, политические, научные. После обсуждения различных кандидатур начальником экспедиции был назначен 29-летний капитан 1-го ранга Григорий Иванович Муловский, внебрачный сын вице-президента Адмиралтейств-коллегии И. Г. Чернышева.
В эскадру Муловского были включены пять судов: «Холмогор» («Колмагор») водоизмещением в 600 тонн, «Соловки» — 530 тонн, «Сокол» и «Турухан» («Турухтан») — по 450 тонн, транспортное судно «Смелый». Экипаж флагманского судна «Холмогор» под командованием самого Григория Муловского насчитывал 169 человек, «Соловков» под командой капитана 2-го ранга Алексея Михайловича Киреевского — 154 человека, «Сокола» и «Турухана» под командой капитан-лейтенантов Ефима (Иоакима) Карловича фон Сиверса и Дмитрия Сергеевича Трубецкого — по 111 человек. На флагманском судне был оборудован лазарет на сорок коек с учёным лекарем, на другие суда определены подлекари. Также был назначен священник с причтом на флагман и иеромонахи на другие корабли.
Комплексная экспедиция предполагала решение ряда разноплановых задач: военные (доставка крепостных орудий для Петропавловской гавани и других портов, основание русской крепости на южных Курилах и т. д.), экономические (доставка необходимых грузов в русские владения, в том числе домашнего скота для разведения, семян различных овощных культур, заведение торговли с Японией и другими сопредельными странами), политические (утверждение российского права на земли, открытые русскими мореплавателями в Тихом океане, путём установки чугунных гербов и медалей с изображением императрицы и пр.), научные (составление карт, проведение разнообразных научных исследований, изучение Сахалина, устья Амура и других объектов).
Научная часть экспедиции была поручена академику Петеру Симону Палласу, произведённому 31 декабря 1786 года в звание историографа российского флота. Для «ведения обстоятельного путешественного чистым штилем журнала» был приглашен секретарь Степанов, обучавшийся в Московском и английском университетах. В ученый отряд экспедиции вошли также участник плавания Кука астроном Уильям Бейли, естествоиспытатель Георг Форстер, ботаник Соммеринг и четыре живописца. В Англии предполагалось закупить астрономические и физические приборы: секстаны Годлея, хронометры Арнольда, квадранты, телескопы, термометры и барометры, для чего Паллас вступил в переписку с гринвичским астрономом Маскелайном. В экспедицию был включен также британский морской офицер Джеймс Тревенен (тоже участник экспедиции Кука), которого Екатерина II пригласила специально из Англии.
Экспедиция готовилась очень тщательно: были собраны экипажи судов, все офицеры переселились в Кронштадт. Корабли были подняты на стапели, на них доставлялись продукты отечественного производства: капуста, солёный щавель, сушёный хрен, лук и чеснок. Из Архангельска было доставлено 600 пудов морошки, заготовлено 30 бочек сахарной патоки, более 1000 вёдер сбитня, 888 вёдер сдвоенного пива. Мясо, масло, уксус, сыр решено было закупить в Англии. Путешественники были хорошо вооружены: 90 пушек, 197 егерских ружей, 61 охотничье, 24 штуцера, 61 мушкетон, 61 пистолет и 40 офицерских шпаг.

«Приготовляемую в дальнее путешествие под командою флота капитана Муловского экспедицию, по настоящим обстоятельствам отложить, и как офицеров, матросов и прочих людей, для сей эскадры назначенных, так и суда и разные припасы для неё заготовленные, обратить в число той части флота нашего, которая по указу нашему от 20 числа нынешнего месяца Адмиралтейств-коллегии данному, в Средиземное море отправлена долженствует».

С отменой экспедиции и начавшейся войны со Швецией, Муловский был назначен командиром корабля «Мстислав». На этом корабле в 1788 году он участвовал в сражении при о. Гогланде. В 1789 году, в чине капитана бригадирского ранга, Муловский участвовал в сражении у о. Эланда, во время которого был убит.
Со смертью Г. И. Муловского русское правительство отказалось от плана кругосветного путешествия.
Первое русское кругосветное плавание на кораблях Русско-американской компании «Надежда» и «Нева» под командованием капитан-лейтенанта И. Ф. Крузенштерна и капитан-лейтенанта Ю. Ф. Лисянского состоялось только в 1803—1806 годах.

## Медали
Для экспедиции были отчеканены золотые серебряные и медные медали (диаметром 42 мм), которые по указу от 17 апреля 1787 года предписывалось снабдить «…по примеру Северо-Восточной экспедиции и снаряжаемую из Балтийского моря экспедицию (Муловского) стольким же числом медалей… …100 золотых, 400 серебряных и 600 медных медалей с ушками, а также 10 золотых, 30 серебряных и 60 медных без ушков». Предназначались они также для вручения тойонам (старосты инородцев) при торжественных церемониях принятия в Российское подданство население новооткрываемых земель и островов в Тихом океане. Медали для его экспедиции хранились в Монетном департаменте, но так и не были востребованы. Также были отлиты и чугунные медали диаметром 60 мм.
Медали из цветных металлов изготавливались на Санкт-Петербургском монетном дворе, чугунные медали отливались на Александровском Олонецком заводе, их авторами были мастера — Т. Иванов и П. И. Бобровщиков.